# Tricholita bisulca
Tricholita bisulca är en fjärilsart som beskrevs av Augustus Radcliffe Grote 1881. Tricholita bisulca ingår i släktet Tricholita och familjen nattflyn. Inga underarter finns listade i Catalogue of Life.